# Питър Певънзи
Питър Певънзи (на английски: Peter Pevensie) е измислен герой от фентъзи-поредицата за деца на К. С. Луис - „Хрониките на Нарния“. Питър взима основно участие в три от седемте книги на поредицата - в „Лъвът, Вещицата и дрешникът“ и „Принц Каспиан“ той е още дете, а в „Последната битка“ е вече възрастен. Питър е споменат и в романите „Плаването на „Разсъмване““ и „Брий и неговото момче“. Той е най-голямото от децата от семейство Певънзи. В романа „Лъвът, Вещицата и дрешникът“ Питър става върховен крал на Нарния и през времето, когато управлява страната заедно с брат си и двете си сестри, получава прозвището Питър Великолепни. Брат е на Едмънд, Сюзън и Луси.